# 竞选州长
《竞选州长》（英語：Running for Governor）是美国作家马克·吐温在1870年发表的一篇讽刺性的短篇小说。
这部小说发表于1870年纽约州长选举之后，最初发表在文学杂志《银河》（Galaxy）上。小说嘲讽美国竞选的虚伪性，马克·吐温想象自己被提名为独立候选人参加纽约州长选举，却遭到若干匿名攻击者一连串捏造的人身攻击。该小说在中国大陆被当作批判自由民主制的案例，被长期收入初中语文教材。